# شعور (قناتي)
قناة شعور (بالإنجليزية: Shoaur) هي قناة عربية على تطبيق تيليغرام، تهتم بنشر الاقتباسات الأدبية، الأشعار، والمحتوى الفكاهي المناسب لمختلف الأعمار.  تأسست القناة ويُديرها مهدي لطيف (المعرّف: @lrkot).

## محتوى القناة وانتشارها
تجمع القناة بين الاقتباسات القصيرة ذات الطابع الأدبي وبين مقاطع خفيفة الطابع الفكاهي، بهدف جذب مختلف الفئات العمرية.  بلغ عدد أعضاء القناة في عام 2025 حوالي 6.6 آلاف مشترك.

## التوثيق الخارجي
تم إدراج القناة ضمن فئة "نمط الحياة والصحة" في دليل Nicegram Hub، مما يعكس حضورها الرقمي على المنصات المستقلة.